# Anemone sumatrana
Anemone sumatrana är en ranunkelväxtart som beskrevs av De Vriese. Anemone sumatrana ingår i släktet sippor, och familjen ranunkelväxter. Inga underarter finns listade i Catalogue of Life.